# Tiago Jorge Honório
Tiago Jorge Honório, noto come Tiago (Americana, 4 dicembre 1977), è un ex calciatore brasiliano, di ruolo attaccante.

## Caratteristiche tecniche
Tiago è un centravanti, che usa il suo fisico e i suoi centimetri per creare azioni e segnare.

## Palmarès

### Club
- Korean FA Cup: 1

Suwon Bluewings: 2009

### Individuale
- Capocannoniere del campionato cinese: 1

2002